# Layla Roberts
Layla Roberts ou Layla Harvest Roberts, née le 22 octobre 1974 à Kealakekua, Hawaii (États-Unis), est un mannequin et une actrice américaine.

## Biographie
Son père est italien et sa mère cherokee.
Modèle pour Playboy, elle est apparue dans la série Alerte à Malibu.
Au cinéma elle a notamment joué dans les films Armageddon (1998) et Beowulf (1999).
Elle est mariée à John Hilinski depuis le 1er août 2004 ; ils ont un enfant.
Elle a eu une courte relation avec Vin Diesel en 1996.

## Filmographie

### Cinéma
- 1998 : Armageddon : Molly Mounds
- 1999 : Beowulf : la mère de Grendel
- 2000 : En lettres de sang (Red Letters) : Cheryl Russo

### Télévision
- 1997 : Alerte à Malibu (Baywatch) (Série TV) : Nola
- 1998 : Erotic Confessions (Série TV) : Jacqueline Stone

## Apparitions notables
Playboy en octobre 1997